# Aphobetus moundi
Aphobetus moundi är en stekelart som först beskrevs av Boucek 1988.  Aphobetus moundi ingår i släktet Aphobetus och familjen puppglanssteklar. Inga underarter finns listade i Catalogue of Life.